# 第29回日劇學院賞
←第28回 - 第29回 - 第30回→
第29回日劇學院賞，為針對2001年4月到6月在日本播出的連續劇之投票與評比。最佳作品由中山美穗所主演的《Love Story》獲得。最佳男女主角長瀨智也和星野真理皆是首次獲獎。

## 最優秀作品賞
《Love Story》
- 讀者票：1.女婿大人；2.Love Story；3.ルーキー!
- 記者票：1.女婿大人；2.Love Story；3.新白色之戀
- 評審票：1.Love Story；2.ある日、嵐のように；3.昔の男

## 主演男優賞
長瀨智也（女婿大人）
- 讀者票：1.長瀨智也（女婿大人）；2.堂本光一（ルーキー！）；3.豐川悅司（Love Story）
- 記者票：1.豐川悅司（Love Story）；2.長瀨智也（女婿大人）；3.藤原龍也（新白色之戀）
- 評審票：1.長瀨智也（女婿大人）；2.豐川悅司（Love Story）；3.中井貴一（ある日、嵐のように）

## 主演女優賞
星野真理（新白色之戀）
- 讀者票：1.中山美穗（Love Story）；2.星野真理（日语：星野真理）（新白色之戀）；3.永作博美（愛在記憶深處（日语：Pure Soul〜君が僕を忘れても〜））
- 記者票：1.星野真理（日语：星野真理）（新白色之戀）；2.中山美穗（Love Story）；3.中谷美紀（R-17）
- 評審票：1.永作博美（愛在記憶深處（日语：Pure Soul〜君が僕を忘れても〜））；2.中谷美紀（R-17）；3.星野真理（日语：星野真理）（新白色之戀）

## 助演男優賞
香取慎吾（Love Story）
- 讀者票：1.筧利夫（ルーキー！）；2.香取慎吾（Love Story）；3.藤木直人（愛情革命）
- 記者票：1.香取慎吾（Love Story）；2.藤木直人（愛情革命）；3.大澤隆夫（昔の男）
- 評審票：1.香取慎吾（Love Story）；2.阿部寬（昔の男）；3.高杉瑞穗（日语：高杉瑞穂）（新白色之戀）

## 助演女優賞
富田靖子（昔の男）
- 讀者票：1.竹內結子（女婿大人）；2.內山理名（ルーキー！）；3.加藤愛（離天國最近的男人）
- 記者票：1.富田靖子（昔の男）；2.優香（Love Story）；3.竹內結子（女婿大人）
- 評審票：1.富田靖子（昔の男）；2.米倉涼子（愛情革命）；3.竹內結子（女婿大人）

## 新人賞
田中直樹（明日があるさ）

## 服裝造型賞
米倉涼子（愛情革命）

## 腳本賞
內館牧子（昔の男）

## 配樂賞
村山達哉（昔の男）

## 主題歌賞
SPITZ：遙遠（Love Story）

## 卡司賞
Love Story

## 片頭賞
生野慈朗、保坂久美子（Love Story）

## 監督賞
生野慈朗、土井裕泰、今井夏木（Love Story）

## 特別賞
《明日があるさ》